# Alberto Hurtado
Luis Alberto Hurtado Cruchaga, S.J. (Viña del Mar, 22 de janeiro de 1901 — Santiago do Chile, 18 de agosto de 1952), conhecido como Padre Hurtado, foi um sacerdote jesuíta chileno, fundador do Lar de Cristo.

## Biografia
Em Viña del Mar, Alberto Hurtado cursou o Colégio Santo Inácio, dos jesuítas. Em 1918 iniciou a faculdade de Direito na Pontifícia Universidade Católica do Chile, concluída em 1923. Após este curso, entrou para a Companhia de Jesus. Cursou teologia em Louvain, Bélgica, onde doutorou-se em Pedagogia.
Ao retornar ao Chile, em 1936, ensinou no Colégio Santo Inácio, no Pontifício Seminário de Santiago e na Universidade Católica. Possuía um profundo zelo apostólico para com a juventude e os mais pobres. Fundou o Lar de Cristo e a Ação Sindical e Econômica Chilena.
Em 1941 foi nomeado assessor da Ação Católica Juvenil. Seu empenho fez com que em três anos, os participantes aumentassem de 1.500 a 12.000 e seus grupos, de 60 a 600. Ao final deste período, renunciou a esta função e dedicou-se integralmente ao trabalho com os mais pobres. Fundou o Lar de Cristo, instituição que mantinha casas de acolhida para crianças, homens e mulheres, restituindo-lhes um ambiente de família. Posteriormente estas casas adquiriram outras funções, como reabilitação ou atividades de geração de renda.
Em 1947, fundou a Associação Sindical Chilena (ASICH), buscando uma associação sindical inspirada na Doutrina Social da Igreja. 
Em 18 de agosto de 1952, faleceu vítima de um câncer no pâncreas.
O Padre Hurtado foi beatificado por João Paulo II em 16 de outubro de 1994 e canonizado por Bento XVI em 23 de outubro de 2005. A ele são atribuídos dois milagres: a recuperação de María Alicia Cabezas Urrutia, vítima de morte cerebral parcial, devido a três hemorragias cerebrais e infarto cerebral, e a recuperação de Vivianne Galleguillos Fuentes, também com problemas cerebrais devido a um acidente automobilístico.

## Obras
Pe. Hurtado escreveu alguns livros, entre eles:
- Sindicalismo, Humanismo Social e A Ordem Social Cristã nos Documentos da Hierarquia Católica.

Fundou também a Revista Mensagem, em 1951, para divulgar a doutrina católica.